# St. Laurentius (Donauwörth-Berg)

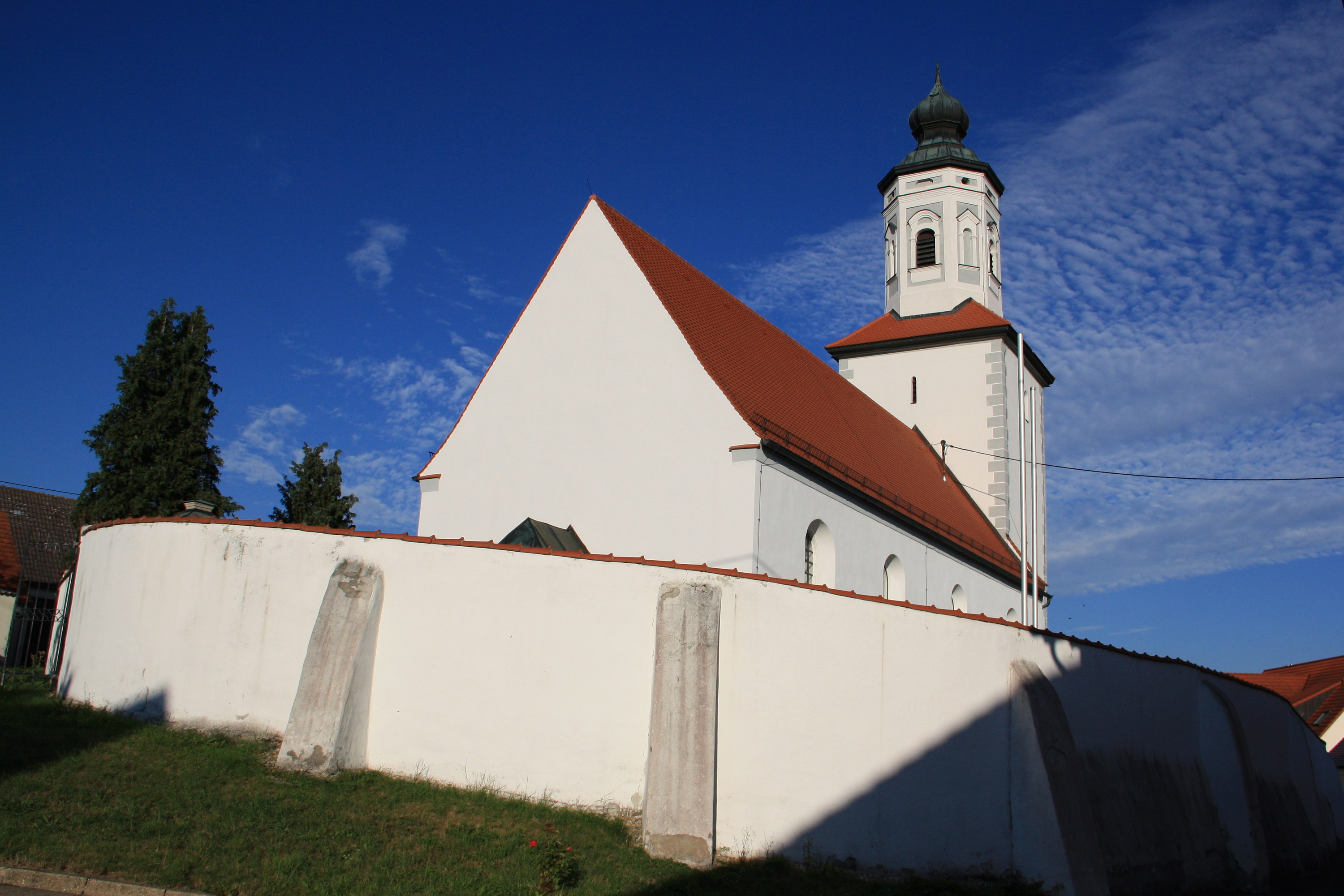
Kirche St. Laurentius in Berg

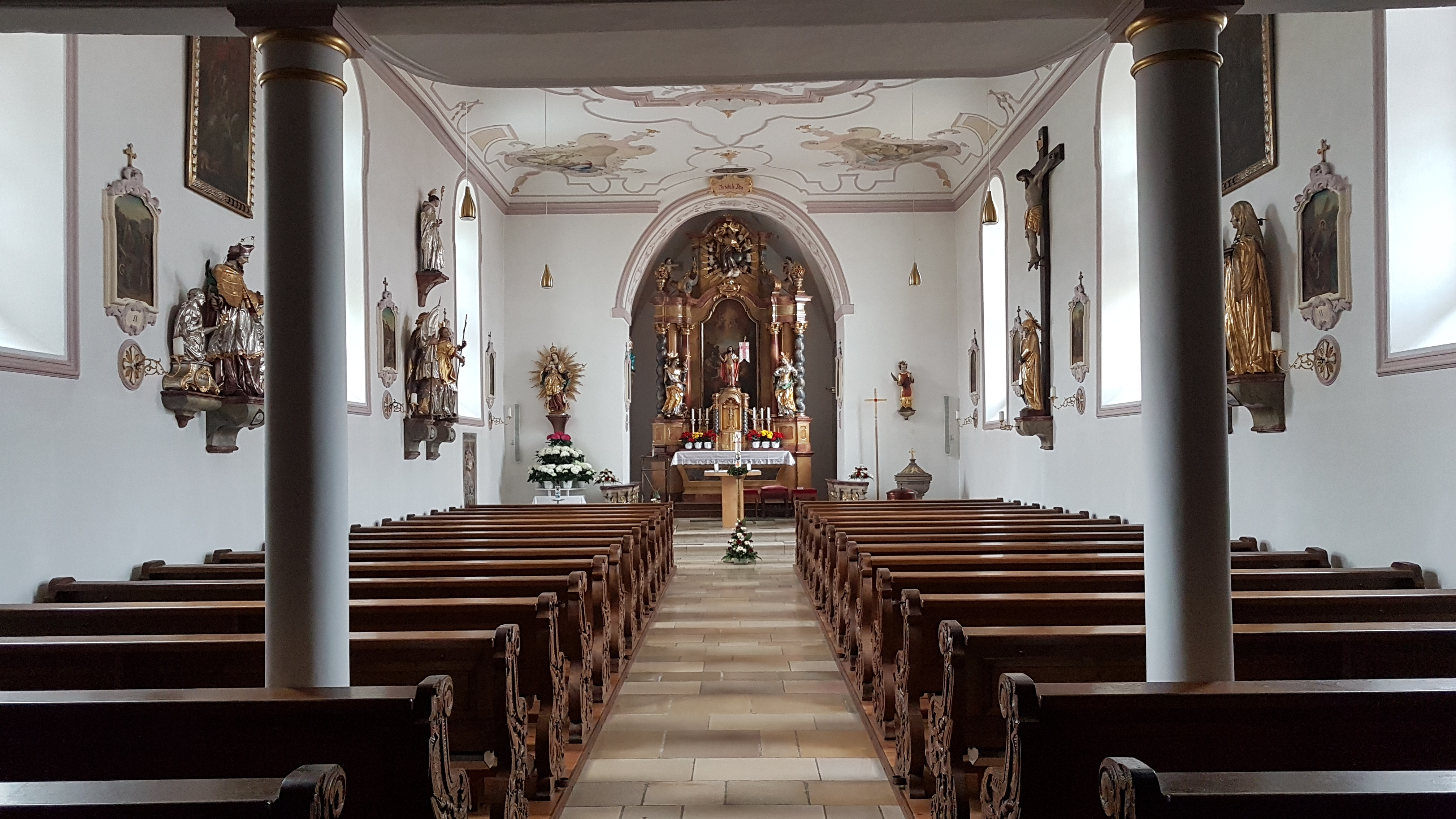
Innenansicht

Die römisch-katholische Pfarrkirche St. Laurentius in Berg, einem Stadtteil von Donauwörth im schwäbischen Landkreis Donau-Ries in Bayern, wurde ab dem 13. Jahrhundert errichtet. Die Kirche mit der Adresse Hagenauweg 2, erhöht liegend am Westende des Dorfes im ummauerten Friedhof, gehört zu den geschützten Baudenkmälern in Bayern.

## Beschreibung
Der älteste Teil der Kirche ist der Chorturm aus dem 13./14. Jahrhundert. Das Langhaus und der Turmoberteil wurden in der ersten Hälfte des 18. Jahrhunderts errichtet. Der Sakristeianbau entstand 1925.
Der eingezogene, quadratische Chor mit Kreuzgratgewölbe im Untergeschoss besitzt schmale rundbogige Fenster. Das Schiff mit drei bzw. vier Fensterachsen schließt mit einer flachen Decke mit Kehle und besitzt hohe rundbogige Fenster.
Der Turm mit quadratischem Unterbau und polygonalem Obergeschoss mit Ecklisenen besitzt gekuppelte Schallöffnungen mit Profilrahmen und eine Zwiebelhaube.
Der Stuck am Chorbogen stammt aus dem Jahr 1739, der Stuck und die Deckenbilder im Schiff wurden 1921 von Anton Niedermaier aus Hohenbrunn geschaffen.

## Ausstattung
- Der hölzerne Hochaltar mit barockisierendem Aufbau wurde 1921 geschaffen. Das Ölgemälde des heiligen Laurentius wird in die erste Hälfte des 18. Jahrhunderts datiert. Seitlich stehen barocke überlebensgroße Holzfiguren der heiligen Margareta und der heiligen Agatha. Im Auszug wird Gottvater umgeben von Engelsköpfen und Wolken dargestellt.
- Die Seitenaltäre sind von 1948.
- Die Stuhlwangen (um 1730) sind mit Akanthusvoluten und Blütenkelchen geschmückt.
- Weitere Heiligenfiguren stammen aus dem 18. Jahrhundert.
- Mehrere Grabsteine aus dem 18. und 19. Jahrhundert erinnern an ehemalige Pfarrer des Ortes.